# Daunien

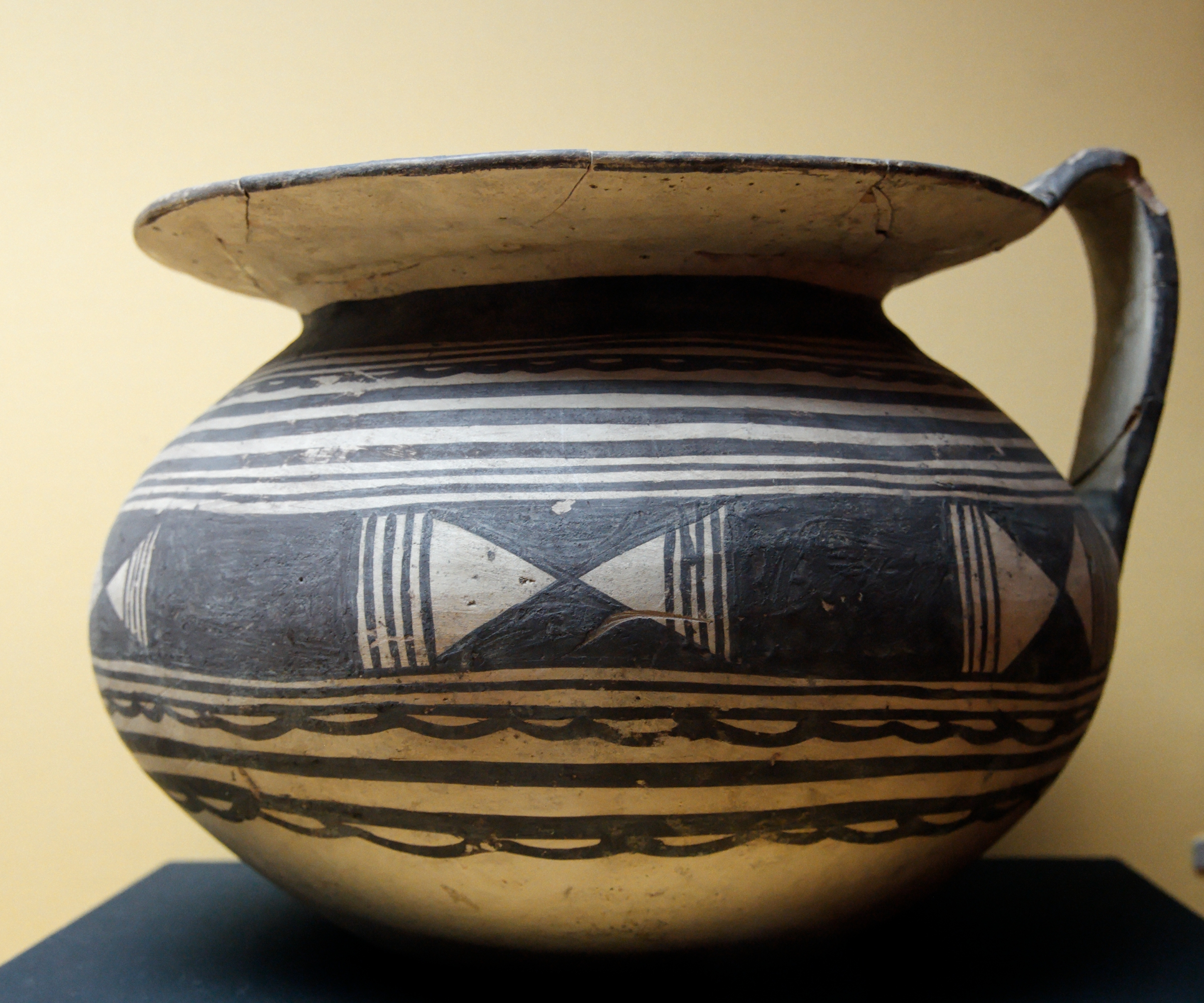
Daunische Zierelemente

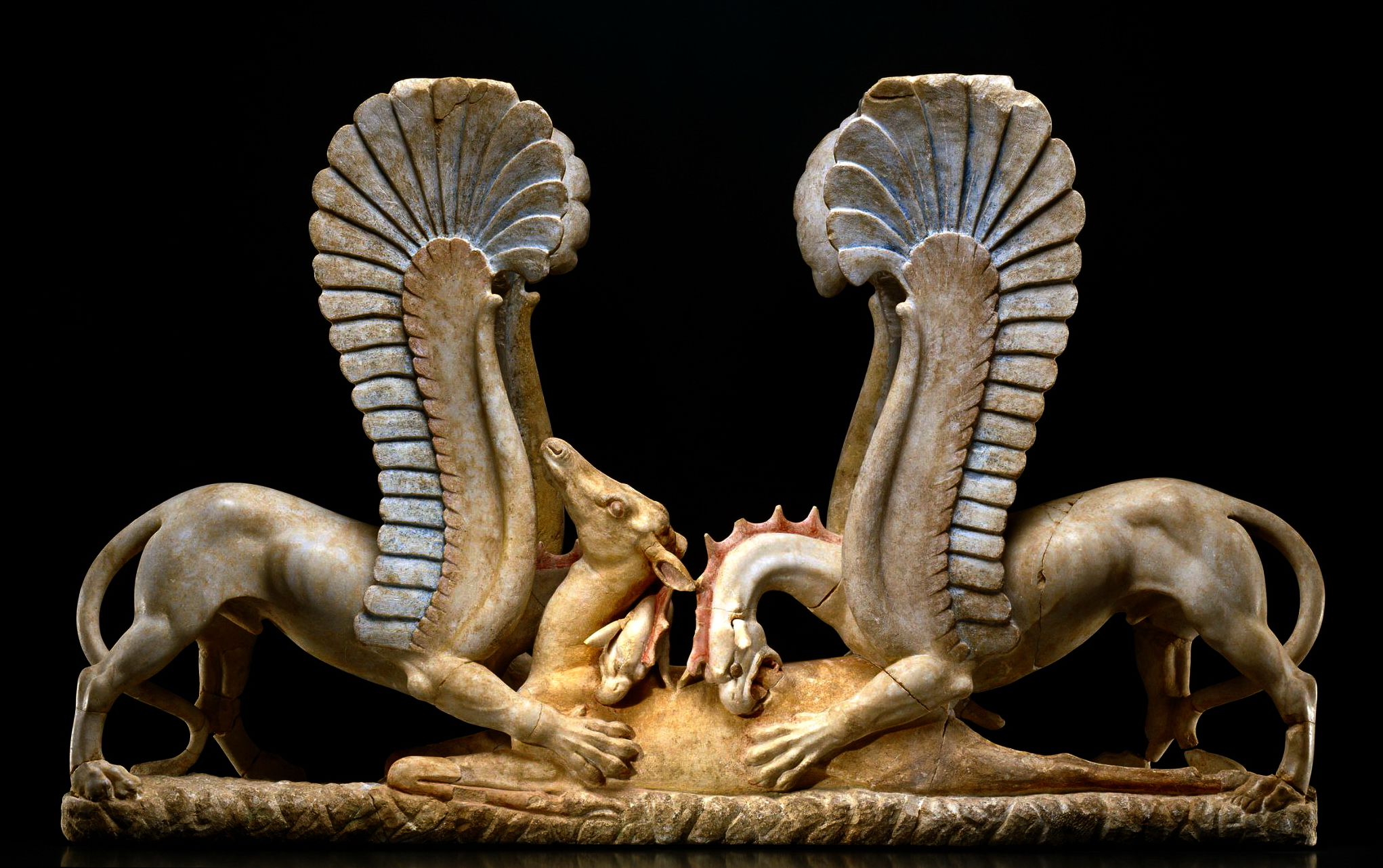
Marmorstandbein eines Tisches mit Farbresten aus dem 4. Jahrhundert v. Chr.: Zwei Greifen reißen ein Reh. Aus dem Grab eines Würdenträgers

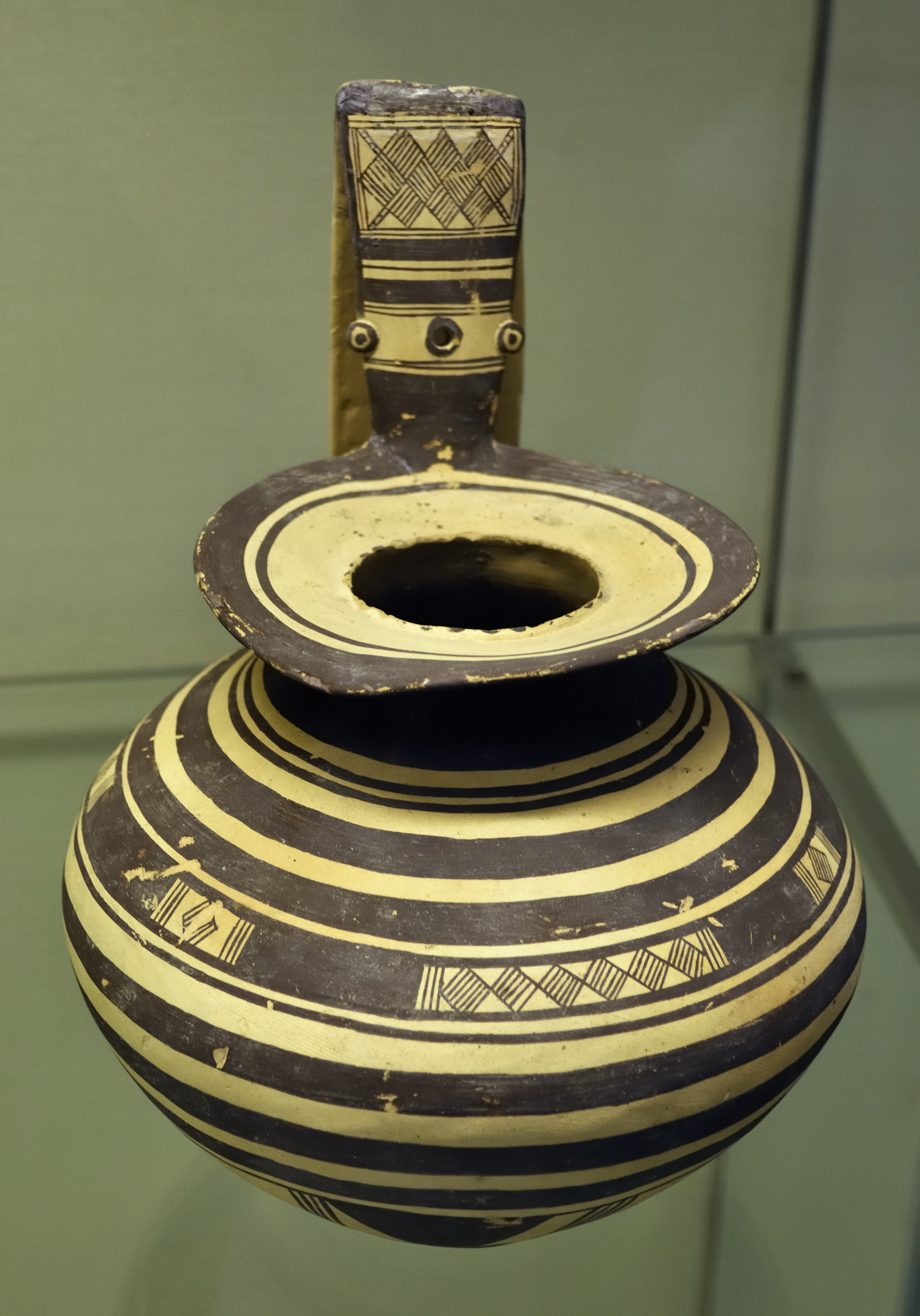
Typisch subgeometrisch-daunische Kanne aus dem 6./5. Jahrhundert v. Chr.; heute im Hetjens-Museum Düsseldorf

Daunien (die heutige Provinz Foggia) in Apulien, insbesondere der Gargano, wurde von den Dauniern bewohnt. Dieses Volk war illyrischer Abstammung und mit den Messapiern und den Peuketiern verwandt. In der Antike wurde die Gegend Calabria genannt.

## Geschichte
Schon im Paläolithikum (1.000.000–35.000 v. Chr.) hinterließ der Mensch im gesamten Gebiet des Gargano seine Spuren. Er fand hier ein ideales Habitat mit mildem Klima, trinkbarem Quellwasser, fruchtbaren Böden reich an Obst sowie Wild und reiche Fischgründe entlang der Küste. Die wichtigsten bewohnten Gebiete waren Vallecoppe, Campi, Costella, Puntalunga, Macchione, Passo dell’Arciprete, Sfinalicchio. Die Bewohner bearbeiteten den im ganzen Gebiet vorkommenden Feuerstein, um daraus Werkzeuge für Handwerk, Jagd und Verteidigung zu machen. Vor nicht allzu langer Zeit wurde eine große Anlage zur Steinwerkzeugherstellung in der Gegend von Defensola ca. 3 km nördlich von Vieste entdeckt. Hierbei handelt es sich um eines der größten Feuersteinbergwerke in Europa.
In der Jungsteinzeit war die fruchtbare Ebene dieses Flachlandes schon dicht von hunderten von Dörfern besiedelt, die alle von einem Graben umgeben waren. Während der Bronzezeit entstanden größere, meist befestigte Siedlungen, die teilweise protourbanen Charakter hatten. In der stark befestigten, an einer Lagune gelegenen Siedlung Coppa Nevigata wurden zehntausende Fragmente von Purpurschnecken-Gehäusen vor allem in Schichten des 18. bis 13. Jahrhunderts v. Chr. entdeckt, die eine frühe Purpurproduktion wahrscheinlich machen. Auch konnten Beweise dafür erbracht werden, dass schon im 18. Jahrhundert v. Chr. Olivenöl genutzt wurde. Für die mittlere Bronzezeit sind für einige Orte Kontakte mit dem mykenischen Griechenland belegt, die teilweise schon im 16. Jahrhundert v. Chr. einsetzten und sich im 14./13. Jahrhundert v. Chr. stark intensivierten.
Die Einwanderung von Bevölkerung aus Gebieten der östlichen Adria, erfolgte im 11./10. Jahrhundert v. Chr. Darauf, dass diese nicht immer friedlich verlief, könnte eine massive Zerstörungsschicht in Ascoli Satriano sowie die Aufgabe weiterer Siedlungen in dieser Zeit hindeuten. Ab wann man in dieser Region von der Kultur bzw. einem „Volk“ der Daunier (und weiter südlich in Apulien von Puketier, Messapier) sprechen kann, bzw. sich aus der Vermischung von zugewanderten „illyrischen“ und einheimischen italischen Elementen eine solche herausbildete, ist aufgrund bisher geringer archäologischer Funde aus dem Beginn des 1. Jahrtausends ungewiss. Fassbar wird die daunische Kultur ab dem 9./8. Jahrhundert v. Chr., vor allem durch Grabfunde, bis sie im 4. bis 3. Jahrhundert v. Chr. in der griechisch-römischen Kultur aufgeht. Ab dem 7./6. Jahrhundert v. Chr. ist die Bezeichnung Daunier bzw. Daunien in antiken Schriftquellen belegt. Besonders beachtenswert ist ihre ausgeprägte, in Stein gelegte Bestattungskultur mit reichlichen Grabbeigaben. Ihre Toten wurden in seitlicher Lage, mit angezogenen Beinen (Hockerstellung) in nord-südlicher Ausrichtung mit dem Gesicht nach Osten beigesetzt.
Die Daunier siedelten zunächst an der Küste in einfachen Dörfern und lebten von Handel und Piraterie. Später breiteten sie sich im Hinterland aus, wo sie sich mit der autochthonen Bevölkerung vermischten und einige Städte in griechischem Stil gründeten. Die ersten Kontakte mit der ägäischen Welt gehen auf die Bronzezeit zurück und Daunien wurde von den Hellenen als die Erde von Diomedes bezeichnet, da er der Gründer vieler Städte gewesen sei. Diese Städte kannten auch ein diskretes Prestige, sie prägten sogar ihre eigenen Münzen. Handels-Kontakte mit der anderen Seite der Adria sind belegt, wobei Weizen exportiert und Metallprodukte bezogen wurden. Die Daunier wurden zuerst von den Samniten und später von den Römern unterworfen.

## Kultur und Schrift
Im Museo Civico in der Altstadt von Vieste werden archäologische Funde aus der vorrömischen Zeit aufbewahrt, darunter Fragmente einer Stele, mit einer mit messapischen Buchstaben eingeschnittenen epigraphischen Inschrift, die als „das hervorragendste linguistische Dokument alter Daunia“ bezeichnet wird. Diese und andere Stelen, die in ganz Daunien gefunden wurden, sind wertvolle Quellen über das Alltagsleben der Daunier und geben Auskunft über ihre Riten, den Krieg oder die Jagd, weil in der daunischen Kunst figurale Darstellungen fehlen. In Ascoli gibt es einen Daunischen Archäologiepark und umfangreiche private Sammlungen zu dem Thema.